# Márcia Passos
Márcia Isabel Duarte Passos Resende (24 de julho de 1969) é uma advogada, e política portuguesa. Foi deputada à Assembleia da República na XIV e XV legislaturas pelo Partido Social Democrata, eleita pelo círculo do Porto. Tem um mestrado em Direito. Renunciou ao mandato a 1 de janeiro de 2024, por motivos profissionais.